# Nacionalismo musical
En la música, el nacionalismo se refiere al uso de materiales o temas que son reconocibles como nacionales o regionales. Por ejemplo, el uso directo de la música folclórica, y el uso de melodías, ritmos y armonías inspirados por este tipo de música; también incluye el uso del folclore como base conceptual, estética e ideológica de obras programáticas u óperas.
El nacionalismo suele relacionarse con el romanticismo musical de mediados del siglo XIX hasta mediados del siglo XX, pero hay ya evidencias del nacionalismo tanto a inicios como a finales del siglo XVIII. Históricamente, el nacionalismo musical del siglo XIX ha sido considerado como una reacción contra el «dominio» de la música romántica alemana.
Los países más frecuentemente relacionados con el nacionalismo musical son: Rusia, Polonia, Rumanía, Hungría, Noruega, Finlandia, Suecia, Ucrania, España, Reino Unido, en Europa, y Estados Unidos, México, Brasil, Argentina, Chile, Cuba, Colombia, Puerto Rico, Venezuela, en América. El autor, compositor y musicólogo, que fundamenta esta corriente en España es Felipe Pedrell. El primer y más importante compositor iberoamericano en destacar en los círculos musicales de Europa fue el brasileño Heitor Villa-Lobos.

## Rusia

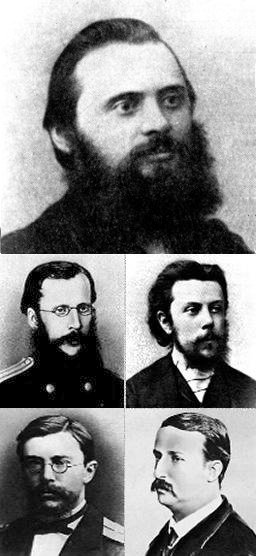
Los Cinco. De izquierda a derecha y de arriba abajo: Mili Balákirev, César Cuí, Modest Músorgski, Nikolái Rimski-Kórsakov y Aleksandr Borodín.

### Mijaíl Glinka
Mijaíl Glinka fue el primer compositor ruso en ser reconocido fuera de su país y, generalmente, se lo considera el 'padre' de la música rusa. Su trabajo ejerció una gran influencia en las generaciones siguientes de compositores de su pueblo.

### Los Cinco
Los miembros de Los Cinco, Mili Balákirev, César Cui, Aleksandr Borodín, Modest Músorgski y Nikolái Rimski-Kórsakov, fueron autodidactas, sin ninguna formación académica. En un principio fueron muy críticos con el Conservatorio de San Petersburgo, recién creado por Antón Rubinstein, pero finalmente Rimski-Kórsakov terminó siendo profesor de dicho conservatorio y un exquisito profesional de la orquestación. En las composiciones predominan los aires populares, escalas diferentes como la de tonos enteros (que es un tipo de hexatónica), así como temáticas sacadas de las estepas rusas. De Rimski-Kórsakov destaca la suite sinfónica Sherezade, utilizando el molde más representativo del nacionalismo, el poema sinfónico. De Modest Músorgski destacan Una noche en el monte pelado y los Cuadros de una exposición para piano, que más tarde orquestó Maurice Ravel en su refugio de Montfort l'amauri, en los años 1920.

## Checoslovaquia
Checoslovaquia es un país formado en 1918 por la combinación de los territorios de Bohemia y Moravia (actualmente República Checa) y Eslovaquia. Estos territorios habían estado bajo control del Imperio austrohúngaro de Habsburgo. Consecuentemente, la lengua imperial, el alemán, y la religión imperial, el Catolicismo se habían convertido en una forma de vida para la gente checa y austro-húngara.
Para preservar la lengua materna, un teatro provisional fue organizado en Praga. Este teatro promovería la lengua checa, los compositores, la música tradicional, y los programas usando temas nacionales.

### Bedřich Smetana
Bedřich Smetana fue el primer gran compositor nacionalista checo, un bohemio. Su primer trabajo nacionalista fue escrito en 1863, en checo, como entrada de la competencia al teatro provisional. Él aprendió a leer y a escribir en checo para incorporarse a la competición. Esta ópera, Branibori v Cechach (el Brandenburgs en Bohemia) tiene un argumento histórico y nacionalista, pero en su música no hay representación de la temática folclórica.
Su segunda ópera, Nevesta de Prodana (La novia vendida, 1863-1866) incorpora melodías populares, y fue un éxito más allá de Checoslovaquia. También se incluyen en sus trabajos nacionalistas los seis poemas Ma Vlast (mi patria, 1872-1880).

### Antonín Dvořák
Antonín Dvořák fue el más exitoso de los compositores nacionalistas checos. Dvořák incluyó temas y elementos bohemios en su música. En 1871, él salió del teatro provisional y comenzó a fijar un libretto de un escritor checo, Lobesky, titulado Král un uhlíř (el rey y la hornilla de carbón de leña). Desafortunadamente, esta ópera no tuvo éxito. Más notables para su contenido nacional son sus seis danzas eslavas (1879) y las rapsodias eslavas (1880).
Se invitó a Dvořák a Nueva York que para dirigir el primer conservatorio nacional en América. Mientras que al exterior, él estudió música africana y nativa americana. Algunos dicen que estos estilos están incorporados en sus trabajos americanos: Sinfonía n.º 9 en mi menor («Desde el Nuevo Mundo»), el cuarteto “americano” de la secuencia de Op. Sys. 96, y el quinteto “americano” de la secuencia, de Op. Sys. 97.

### Leoš Janáček
Leoš Janáček realizó trabajos de investigación y de catalogación de la música tradicional de Moravia. Su trabajo inspiró investigación adicional. Debido a su interés en música tradicional, él estaba predispuesto a la modalidad y a las escalas pentatónicas que aparecen con frecuencia en la música tradicional Moravia. No escribió generalmente en los formatos de composición habituales, para moverse libremente entre los modos.
Su ópera más famosa, Jenufa (1904), fue escrita en checo y traducida originalmente al alemán. Janáček tenía mucho cuidado en la supervisión de la traducción para preservar la integridad del libreto.

## Polonia

### Frédéric Chopin
Frédéric Chopin fue un compositor y virtuoso pianista polaco considerado como uno de los más importantes de la historia. Su perfecta técnica, su refinamiento estilístico y su elaboración armónica han sido comparadas históricamente con las de Johann Sebastian Bach, Franz Liszt y Ludwig van Beethoven por su perdurable influencia en la música de tiempos posteriores. La obra de Chopin representa el Romanticismo musical en su estado más puro.

### Stanisław Moniuszko
Stanisław Moniuszko fue otro compositor y virtuoso pianista polaco, el creador de la ópera polaca, con Halka (1848), que se estrenó en Varsovia en 1858. Otras óperas suyas son Flis (El barquero, 1858), Hrabina (La condesa, 1862) y Straszny Dwór (La casa embrujada, 1865). También escribió música religiosa y música de cámara.

## Hungría

### Béla Bartók
Béla Bartók fue un famoso compositor húngaro (1881-1945) que arranca del nacionalismo para llegar en sus últimas creaciones a la abstracción musical. Recogió en sus obras ritmos exóticos y desconocidos, así como escalas primitivas como la pentatónica (de cinco tonos). Todo ello, junto con una excelente formación técnica, le hizo componer con un lenguaje atrevido que constituye una de las grandes revoluciones de la música en el siglo XX. Compuso el ballet El mandarín maravilloso, Música para cuerda, percusión y celesta, Concierto para orquesta, El príncipe de madera, muchos cuartetos y una colección pedagógica de 156 piezas, Microcosmos, que es una introducción al lenguaje de la música moderna.

### Zoltán Kodály
Zoltán Kodály fue un compositor húngaro (1882-1967) se formó en el conservatorio de Budapest y en París. Junto con Béla Bartók investigó el folclore de Hungría y de otros países limítrofes, recogiendo miles de melodías que permitieron un conocimiento profundo de su verdadera esencia musical. Se dedicó a la pedagogía, escribiendo un interesante sistema para la enseñanza de la música. Entre sus obras más importantes cabe mencionar Variaciones del pavo real, la ópera Háry János y la obra coral Psalmus hungaricus.

## Noruega

### Edward Grieg
Edward Grieg comenzó a componer música nacional después de visitar Ole Bull, un violinista e investigador de la música tradicional. Sus piezas más notables son de música incidental, incluyendo su música para el Peer Gynt (1874-1875) de Ibsen. También compuso muchas obras para piano en un estilo internacional.

## Finlandia

### Jean Sibelius
Jean Sibelius tenía sensaciones patrióticas fuertes para Finlandia. Él eligió escribir música programática. Jean basaba sus trabajos en la música tradicional finlandesa. Por sus contribuciones, el gobierno le concedió una pensión.
En 1899, el patriotismo funcionaba en Finlandia. Sibelius compuso el poema sinfónico Finlandia (1899) para un festival, y este reunió con ciudadanos finlandeses, envueltos en un fervor patriótico. Una porción de este poema se ha arreglado como coral; y sigue siendo una canción nacional importante de Finlandia, estando también presente en muchos himnos protestantes.

## España

### Los ideadores: Barbieri y Felipe Pedrell
Tras la gran tradición que constituyó musicalmente el Siglo de Oro, la construcción de una música nacional española consiste en una invención durante el siglo XIX formada sobre todo por Francisco Asenjo Barbieri (1823-1894) y efectivamente desarrollada por el compositor y musicólogo Felipe Pedrell (1841-1922) y sus discípulos. Sus cinco autores principales:

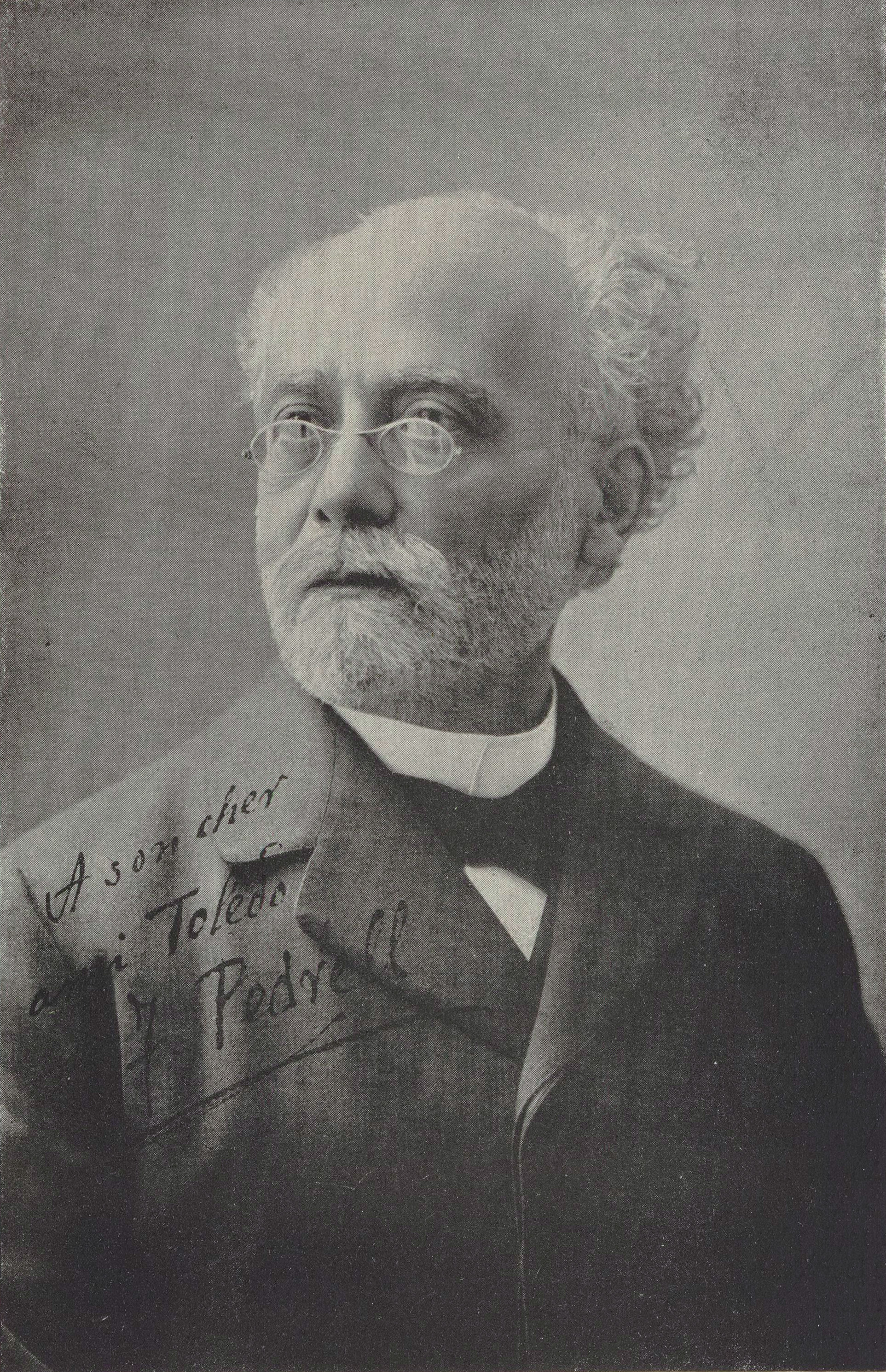
Retrato de Felipe Pedrell

### Isaac Albéniz
Isaac Albéniz, discípulo de Felipe Pedrell, como Granados, estudió en muchos de los conservatorios más importantes de Europa, incluyendo la Escuela Nacional de Música y Declamación de España. Muchos de sus trabajos de piano reflejan su herencia española, incluyendo «Iberia» (1906-1909). En esta obra el piano imita a la guitarra y a los cantantes, instrumentos españoles tradicionales.
Albéniz se expresa ante todo con el piano. Una de sus obras cumbres es la Suite Iberia, donde eleva el folclore español a niveles altamente creativos, tanto en la rítmica como en la armonía, y ello entretejido a su vez con el lenguaje de la vanguardia internacional: el impresionismo musical de reminiscencias debussynianas. En la Suite española Op. 47 también se observa el regionalismo y neotradicionalismo.

### Enrique Granados
Enrique Granados compuso las zarzuelas, un tipo de teatro musical español. Él compuso su obra «Goyescas» (1911) basada en «los grabados» del pintor español «Goya». También de un estilo nacional son sus «Danzas españolas» y su primera ópera «María del Carmen».
Igual que Albéniz, se expresa ante todo en el piano con obras como Danzas Españolas y Goyescas, muy relacionadas con la música del siglo XVIII.

### Joaquín Turina
Joaquín Turina, crítico, musicólogo y director de orquesta, fue otro compositor del que podría denominarse romanticismo tardío español. Nacido en Sevilla, finalmente asumió, siguiendo el criterio indicado por Felipe Pedrell, la tradición andaluza y neopopularista. Entre sus obras más destacables se encuentran «Danzas fantásticas» y «La procesión del rocío».

### Manuel de Falla
Manuel de Falla fue un compositor de gran repercusión internacional. Discípulo de Felipe Pedrell, sus obras impregnan y entrecruzan el carácter nacional (en muchas ocasiones andaluz) con casi todos los movimientos de vanguardia europea: el impresionismo musical (Noches en los jardines de España), el neoclasicismo (Concerto para clave), ciertos aspectos característicos de los ballets rusos (El sombrero de tres picos), e incluso un tamizado expresionismo y cubismo, quizás fruto de la visión de Picasso, además del ludismo provanguardista, junto al tradicionalismo neopopularista, de las obras de niños y para marionetas (El retablo de Maese Pedro).

### Joaquín Rodrigo
Joaquín Rodrigo, el más tardío miembro de esta escuela española, es el compositor que elevó la guitarra a su definitivo enclave concertístico. Es universalmente conocido por su obra Concierto de Aranjuez (1939).

## México
La música nacionalista en México tuvo en su periodo de mayor una connotación ideológica, política y social. El primer compositor nacionalista mexicano fue Manuel M. Ponce, le siguieron otras figuras como Miguel Bernal Jiménez (considerado padre del Nacionalismo Sacro Mexicano) o, Carlos Chávez y Silvestre Revueltas, quienes desde el Conservatorio Nacional de Música formaron una generación de músicos como José Pablo Moncayo, Blas Galindo, Daniel Ayala y Salvador Contreras, los que, juntos, formaron el Grupo de los Cuatro.

### Manuel M. Ponce
Manuel M. Ponce nació en Fresnillo, Zacatecas, México, aunque vivió su infancia en la ciudad de Aguascalientes. Compositor controvertido, se dedicó a crear una obra musical basada en temas del folclore mexicano, combinándolos con el estilo romántico europeo de su época.
Compuso para varios instrumentos, especialmente la guitarra gracias a la amistad que sostuvo con el guitarrista español Andrés Segovia. Fue el primer compositor mexicano cuya música tuvo proyección internacional, y su nombre fue ampliamente conocido en el extranjero. Entre sus obras de corte nacionalista se encuentran: Balada mexicana, Scherzino maya, Rapsodia mexicana y el poema sinfónico Chapultepec, por citar algunas. Murió en 1948, y su cuerpo se sepultó en la Rotonda de los Hombres Ilustres, en el Panteón Civil de Dolores, en la Ciudad de México.

### Carlos Chávez
Carlos Chávez nació en Popotla, cerca de la Ciudad de México, el 13 de junio de 1899, fue un compositor, director de orquesta, profesor y periodista mexicano. Su música estuvo influenciada por las culturas nativas de México. De sus seis sinfonías, la segunda, llamada Sinfonía india, que utiliza instrumentos de percusión yaqui, es quizás la más popular de sus obras, a nivel mundial. Chávez fue, además de compositor, hombre público, funcionario, educador y político. Con Carlos Chávez se consolida definitivamente el movimiento musical nacionalista de México.

### José Pablo Moncayo
José Pablo Moncayo nació en Guadalajara, Jalisco, México, el 29 de junio de 1912. Estudia en el Conservatorio Nacional de Música en 1929 ahí fue discípulo de Carlos Chávez y Candelario Huízar. En 1935 forma el «Grupo de los Cuatro» con Blas Galindo, Salvador Contreras y Daniel Ayala para difundir sus obras las cuales reflejan el espíritu nacionalista de México.
El Huapango está basado en tres sones provenientes de la rica tradición musical del Estado de Veracruz. «El Siquisirí», «El Balajú» y «El Gavilancito», y es una de las piezas más emblemáticas dentro de la música mexicana de concierto y una de las más conocidas en el mundo. Murió en la Ciudad de México el 16 de junio de 1958.

### Silvestre Revueltas
Silvestre Revueltas nació en Santiago Papasquiaro, Durango, México, el 31 de diciembre de 1899, fue un destacado compositor de la primera mitad del siglo XX de música sinfónica, violinista y director de orquesta mexicano. La música de Revueltas ha despertado el interés musicológico internacional, fenómeno que se observó solo hasta 50 años después de su muerte. Las diferentes investigaciones están perfilando a un compositor cuya importancia lo coloca dentro de las creaciones más originales de la música del siglo XX. De acuerdo a diversos autores se trata del único compositor de genio que ha tenido México. Incluso Peter Garland, uno de sus principales estudiosos, lo considera el mejor compositor surgido en América.
Los estudios muestran a un autor que no coincide con la estética del nacionalismo mexicano como fue durante largo tiempo encasillado, sino que está en contacto con las últimas vanguardias de su tiempo en lo que Yolanda Moreno Rivas considera un estilo altamente informado y que trascendió al mismo nacionalismo.
Compuso música para películas, de cámara, canciones y algunos otros trabajos. Su música orquestal incluye poemas sinfónicos; el más conocido es Sensemayá en 1938, basado en el poema de Nicolás Guillén. Su lenguaje musical es tonal pero en ocasiones disonante, con vitalidad rítmica, y con frecuencia con un sabor distintivamente mexicano. Murió en la Ciudad de México el 5 de octubre de 1940 a causa de neumonía a la edad de 40 años, el mismo día del estreno de su ballet El renacuajo paseador, compuesto siete años antes. Sus restos se conservan en la Rotonda de las Personas Ilustres, en Ciudad de México.

### Salvador Contreras Sánchez
José Avelino Salvador Contreras Sánchez nació en Cuerámaro, Guanajuato, México, el 10 de noviembre de 1910; aunque, por razones desconocidas, el mismo Contreras muchas veces sostuvo que había sido en el 1912. Escribió preferentemente para orquesta, aunque también abordó la música de cámara y compuso para instrumentos solistas. Fue, sobre todo, un compositor de música instrumental, dominado por la idea de considerar a la música como un arte autónomo e independiente de cualquier otro medio de expresión. Su estilo musical reveló, desde sus inicios, una fuerte influencia del neoclacisismostravinskiano y de las sonoridades revueltianas, así como rasgos de corte impresionista, características que se mantuvieron en gran parte de su obra.
Produjo una obra amplia y sólida, intima, profundamente nacional, con grandes posibilidades expresivas que van desde los cantos simples a la grandilocuencia orquestal. Al igual que sus compañeros del Grupo de los Cuatro, representa el agotamiento de las tendencias nacionalistas en la música mexicana. Entre sus obras más representativas, están la Sonata para violín y violonchelo (1933), Cuarteto de cuerdas n.º 2 (1936), Música para Orquesta Sinfónica (1940), Provincianas (ballet) (1950), Dos piezas dodecofónicas (1966), Siete preludios para piano (1971), Tres movimientos para guitarra (1963).
Se encontraba componiendo su 4.ª Sinfonía y un Homenaje a Diego Rivera, para orquesta y narrador sobre textos de su hermano Guillermo Contreras, cuando después de una penosa y larga enfermedad, lo sorprende la muerte en la Ciudad de México, el 7 de noviembre de 1982, dejando inconclusas estas dos obras.
Salvador Contreras sigue siendo un compositor cuya producción permanece mayoritariamente archivada, un creador que espera, como muchos, el paso del tiempo y de la historia para que su música sea debidamente valorada.

## Chile

### Pedro Humberto Allende Sarón
Pedro Humberto Allende Sarón uno de los más importantes compositores chilenos y que obtuvo el primer Premio Nacional de Arte mención música, en 1945. Destacado por ser el pionero de la música nacionalista en Chile, incorporando música campesina y mapuche a su obra.

## Venezuela

### Antonio Estévez
Destacado compositor y director de orquesta, Antonio Estévez inició su formación musical en Caracas e ingresó como miembro en la Banda Marcial de esta ciudad, así como en la Orquesta Sinfónica Venezuela. Su obra cumbre es la Cantata criolla la cual fue estrenada el 25 de julio de 1954, siendo la pieza más importante del nacionalismo musical venezolano en el siglo XX, y que le hizo merecedor del Premio Nacional de Música. Otras obras de importancia son Mediodía en el llano, Cromovibrafonía y Cromovibrafonía múltiple.

## Reino Unido
En el Reino Unido, la música nacionalista era más prominente en Escocia, Irlanda y País de Gales que en Inglaterra. Estos países han tenido siempre una conexión fuerte a su herencia, y los compositores románticos incorporaron elementos de la música tradicional británica en sus trabajos.

### Joseph Parry
Joseph Parry nace en Gales, pero se traslada a Estados Unidos de niño. Al hacerse adulto, viaja entre Gales y América, e interpreta en recitales canciones y «glees» galesas con textos galeses. Su primera opera fue: Never say never en 1878.

### Charles Villiers Stanford
Charles Villiers Stanford presenta tanto elementos irlandeses como ingleses, incluidas cinco rapsodias irlandesas (1901-1914). Publicó varios volúmenes de arreglos de canciones populares irlandesas, y su tercera sinfonía se titula «la sinfonía irlandesa».

### Alexander Mackenzie
Alexander MacKenzie se dedicó a rescatar y arreglar canciones populares escocesas, con una gran base folclórica. Se incluyen en estos su balada de la montaña para el violín y la orquesta (1893), y el Concierto escocés para piano y la orquesta (1897). También compuso la rapsodia canadiense.

## Estados Unidos

### Charles Cadman
Charles Cadman se dedicó tiempo a rescatar las obras indias de Omaha y de Winnebag. Cadman presentó una serie de decretos con la princesa Tsianina Redfeather, mezzosoprano de Omaha, y compuso una ópera, Shanewis o el Robin Woman (1918), basada en su vida.

### Arthur Farwell
Arthur Farwell se dedicó a recopilar la música nativo americana, pero también estudió canciones populares anglo-americanas y africanas, así como música mexicana y vaquera. Fundó la discográfica Wa-Wan para publicar su melodía «india americana» entre otros trabajos.